# Isaac Clinton Kline

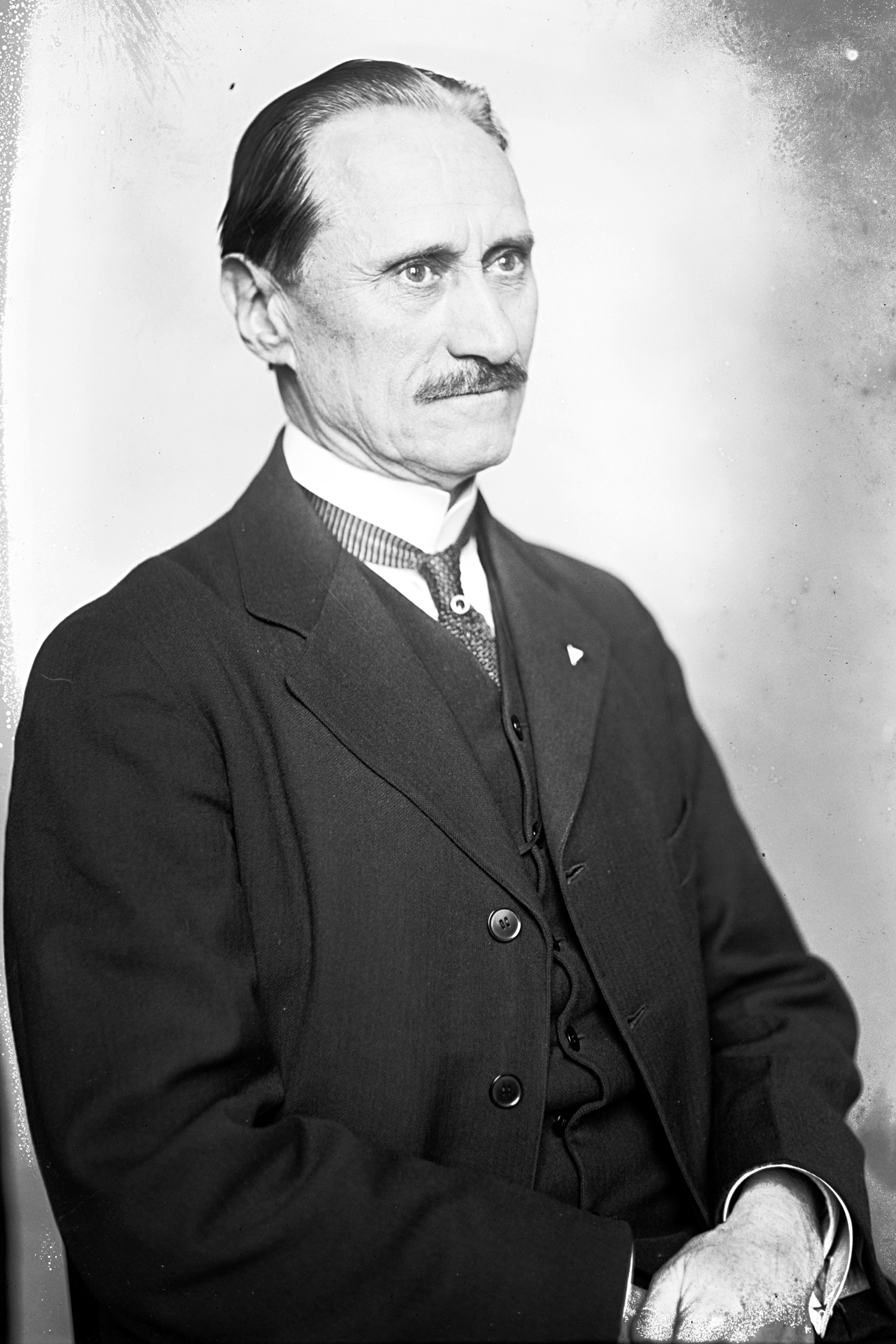
Isaac Clinton Kline

Isaac Clinton Kline (* 18. August 1858 in Mount Pleasant, Westmoreland County, Pennsylvania; † 2. Dezember 1947 in DeLand, Florida) war ein US-amerikanischer Politiker. Zwischen 1921 und 1923 vertrat er den Bundesstaat Pennsylvania im US-Repräsentantenhaus.

## Werdegang
Isaac Kline besuchte die öffentlichen Schulen seiner Heimat, die State Normal School in Bloomsburg und die Bucknell Academy in Lewisburg. Im Jahr 1893 absolvierte er das Lafayette College in Easton. Zwischenzeitlich war er fünf Jahre lang als Lehrer tätig. Nach einem Jurastudium und seiner 1894 erfolgten Zulassung als Rechtsanwalt begann er in Sunbury in diesem Beruf zu arbeiten. Gleichzeitig schlug er als Mitglied der Republikanischen Partei eine politische Laufbahn ein. 1912 kandidierte er noch erfolglos für den Kongress.
Bei den Kongresswahlen des Jahres 1920 wurde Kline dann aber im 16. Kongresswahlbezirk Pennsylvanias in das US-Repräsentantenhaus in Washington, D.C. gewählt, wo er am 4. März 1921 die Nachfolge des Demokraten John Vandling Lesher antrat. Da er bei den Kongresswahlen ds Jahres 1920 nicht bestätigt wurde, gehörte er nur eine Legislaturperiode dem Kongress an. Nach seiner Zeit im US-Repräsentantenhaus bis zum 3. März 1923 praktizierte Kline wieder als Anwalt in Sunbury. Er starb am 2. Dezember 1947 in DeLand.